# Cuarta batalla de Járkov
La Ofensiva de Bélgorod-Járkov (en ruso, Белгородско-Харьковская стратегическая наступательная операция), también conocida con el nombre clave de Operación Polkovodets Rumiántsev (en ruso, Операция «Полководец Румянцев»), denominada por los alemanes como Cuarta Batalla de Járkov, fue una ofensiva llevada a cabo por el Ejército Rojo. Aprovechando el resultado de la batalla de Kursk y el gran desgaste de las divisiones panzer alemanas, el estado mayor del Ejército Rojo (la Stavka) montó una exitosa contraofensiva contra los exhaustos soldados del Tercer Reich con el fin de desalojarlos de Járkov y Bélgorod, y obligarlos a instalar sus líneas detrás del río Dniéper.

## Desarrollo

### Inicio del ataque
El 3 de agosto el embate final contra los defensores de Járkov comenzó mediante un bombardeo artillero masivo y continuo de tres horas sobre las posiciones alemanas, logrando el Frente de la Estepa del general Iván Kónev abrir una brecha entre las líneas alemanas situadas en medio de Bélgorod y la localidad de Tomarovka, por la cual los soviéticos avanzaron 25 kilómetros; en esta fase las tropas soviéticas demoraron en eliminar las bolsas de resistencia alemana. 
Mientras tanto el 5 de agosto los soviéticos del Frente de Vorónezh, dirigido por el general Nikolái Vatutin, tomaban Bélgorod, aunque la demora soviética en eliminar las bolsas de resistencia dio tiempo a los alemanes para pedir refuerzos y resistir, aun cuando el día 7 de agosto el avance soviético llegaba ya a los 50 kilómetros.
No fue sino hasta el 9 de agosto que el OKH lanzó un contraataque con la 11 División Panzer y la División Grossdeutschland, con apoyo de dos divisiones de la Waffen SS: la 2.ª División SS Das Reich y la 3.ª División SS Totenkopf. Estas fuerzas lanzan un contraataque masivo el 12 de agosto pero no logran desalojar a los soviéticos del 1° Ejército de Tanques de la Guardia y del 5° Ejército de Tanques de la Guardia, que en superioridad numérica logran resistir los embates germanos y mantienen el avance hacia Járkov.
Dos días después, el Frente de la Estepa de Iván Kónev llegó a Bélgorod y luego se dirigió también hacia Járkov, llegando a Zolochev el día siguiente. No obstante, la resistencia alemana obliga a que Kónev divida sus fuerzas y rodee la ciudad de Járkov. Los alemanes causan fuertes pérdidas de tanques a los soviéticos, pero no logran detener su avance, mientras la brecha entre las posiciones de la Wehrmacht continua sin cerrarse, lo cual posibilita a los soviéticos lanzar sobre Járkov a las tropas de refuerzo del Frente de la Estepa sin interferencia alemana.

### Los soviéticos vuelven a Járkov
El 11 de agosto, Járkov es rodeada completamente por tropas del Ejército Rojo y la línea férrea que abastecía a los alemanes en Járkov es cortada. Mientras tanto, las localidades de Bolshaya, Danílovka y Poltava son recuperadas por los soviéticos. El 14 de agosto, los suburbios de Járkov son tomados por los soviéticos, pese a que habían sido fortificados cuidadosamente por los alemanes previendo precisamente un posible ataque soviético desde el mes de marzo. 
Tras la toma de Bélgorod, el Frente de Vorónezh se dirigió hacia la localidad de Bogodújov, a unos kilómetros del noroeste de Járkov, cercando a las fuerzas alemanas que aún resistían en esta última. El 17 de agosto los soviéticos toman Bogodújov, y cuando las tropas del general Vatutin intentan seguir su avance hacia el sur el día siguiente son finalmente repelidos por el contraataque alemán de la 11 División Panzer la División Grossdeutschland, la Das Reich y la Totenkopf, dirigido por el general Hyazinth Graf Strachwitz; las tropas de Vatutin retroceden. 
Este éxito alemán no es suficiente para salvar a las tropas del 4.º Ejército Panzer que se hallan defendiendo Járkov contra fuerzas soviéticas muy superiores del Frente de la Estepa: el 57° Ejército, al cual se une ahora el 5° Ejército de Tanques de la Guardia. El 18 de agosto las fuerzas del Frente de la Estepa presionan a los alemanes dentro de Járkov y amenazan con el cerco y aniquilación de las fuerzas germanas atrapadas allí. Por esta situación, el mariscal Erich von Manstein pide a Hitler que se le permita al 4.º Ejército Panzer del general Hermann Hoth iniciar una retirada para evitar un cerco dentro de Járkov y ser destruido por los soviéticos. La petición de Manstein se apoya también en que el grupo de apoyo del general Graf Strachwitz (formado por tres divisiones de élite de la Waffen SS) no podía prestar auxilio alguno a Járkov, al estar ya bastante comprometido en la lucha para evitar mayores avances del Frente de Vorónezh y en modo alguno podía apoyar al 4.° Ejército Panzer.

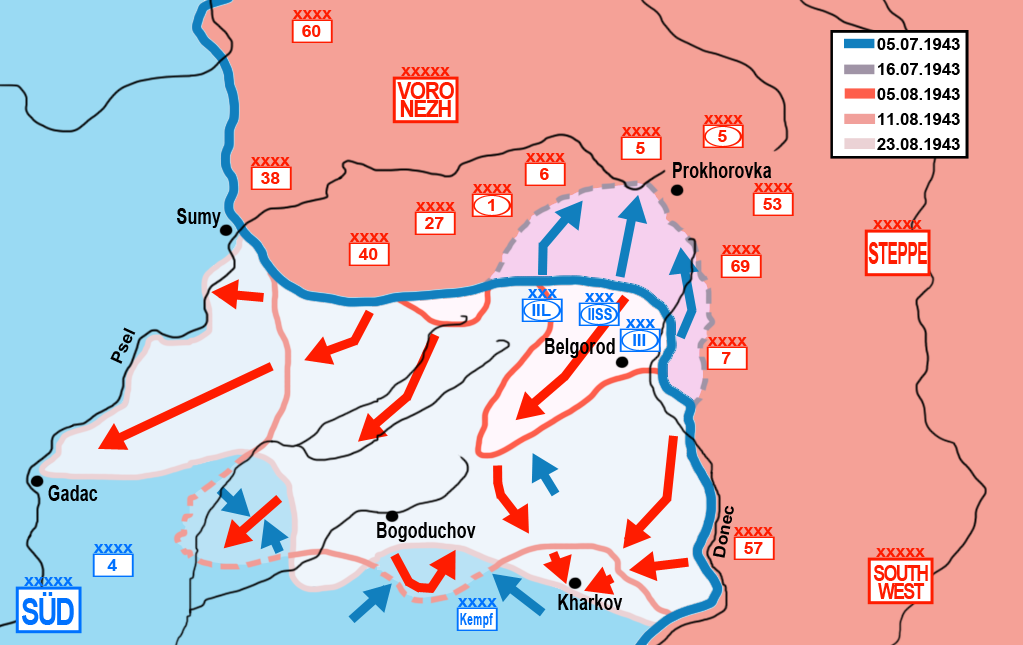
Avances soviéticos sobre Járkov en agosto de 1943, en rojo. Contraataques alemanes en azul

La escasez de municiones impedía que los defensores de Járkov pudieran resistir mucho tiempo, y sólo el 20 de agosto Hitler se avino a aceptar la petición de Manstein y permitió la retirada del 4.º Ejército Panzer para evitar un cerco desastroso. En la madrugada del 23 de agosto de 1943, los soldados soviéticos se lanzaron sobre las tropas alemanas estacionadas en Járkov, aunque la mayoría había sido evacuada el día anterior. 
Al mediodía del 23 de agosto, las divisiones del Frente de Vorónezh y del Frente de la Estepa capturaron la ciudad conjuntamente; un repentino intento alemán de reconquistar la ciudad fue desbaratado por el 5.º Ejército de Tanques de la Guardia, y los alemanes se tuvieron que retirar de nuevo.

## Consecuencias
Con esta victoria se abrió la puerta a que los soviéticos arrebataran Ucrania a la Alemania Nazi. Durante la guerra, Járkov había cambiado de manos por lo menos cuatro veces. En Moscú se celebró la liberación de la ciudad con fuegos artificiales y disparos al aire. Ciertamente la Stavka no había destruido el 4.º Ejército Panzer como se lo había propuesto en un inicio, pero sí había recuperado un importante centro urbano y había causado serias pérdidas a la Wehrmacht en su división de élite Grossdeutschland. Asimismo, había repelido y causado fuertes pérdidas a dos poderosas divisiones de las Waffen SS, anulando sus opciones de apoyar a los alemanes en Járkov. El entusiasmo del OKH por la recaptura de Járkov seis meses antes desapareció prontamente, en tanto el Ejército Rojo recuperaba la iniciativa ganada tras la Batalla de Kursk y la Wehrmacht permanecería a la defensiva desde entonces, tal como lo acreditaba el retorno definitivo de los soviéticos a Járkov.
La contraofensiva soviética demostró el gran poder que tenía el "martilleo" de posiciones por parte de la artillería soviética. De allí en adelante, el mariscal soviético Gueorgui Zhúkov la adoptaría entusiastamente, al notar que gracias a ese martilleo las defensas alemanas de Járkov y Bélgorod habían sido anuladas en poco tiempo. Las grandes operaciones del Ejército Rojo en 1944 y 1945, desde la Operación Bagratión hasta la Batalla de Berlín, tendrían como preludio un mortífero "martilleo" de artillería sobre las líneas alemanas.
Járkov había sufrido enormemente en manos alemanas. Su población de 900.000 habitantes de antes de la guerra, se había visto reducida en dos terciosː cientos de miles habían huido; aproximadamente 120.000 habitántes, en su mayoría jóvenes, habían sido deportados a campos de trabajo alemanes; unos 70.000 u 80.000 habían muerto de hambre o frío; y unos 30.000 incluidos 16.000 judíos, habían sido asesinados por las tropas de ocupación alemanas.